# Vilhelmas Baueris
Vilhelmas Baueris (deutsch: Wilhelm Bauer) war ein litauisch-deutscher Fußballspieler.

## Karriere

### Verein
Der deutschstämmige Vilhelmas Baueris spielte mindestens von 1923 bis 1924 für den MTV Memel in der Baltischen Fußballmeisterschaft 1923/24 und wurde mit Memel Dritter im Bezirk II Tilsit. Nachdem Spieler des MTV die SpVgg Memel gegründet hatten, spielte er noch mindestens 1924 in der baltischen Meisterschaft.

### Nationalmannschaft
Baueris spielte im ersten offiziellen Länderspiel der Litauischen Fußballnationalmannschaft am 24. Juni 1923 gegen Estland, das mit einer 0:5-Niederlage endete. Er war dabei einer von sechs Spielern, die der MTV Memel stellte, darunter die gebürtigen Deutschen Otonas Kunelis (Otto Kunellis), Ernstas Deringas (Ernst Döring), Valteris Krigas (Walter Krieg) und Gustavas Gvildys (Gustav Gwildies). 1924 kam er zu seinem letzten Einsatz im Nationaltrikot von Litauen bei einem 2:1-Sieg in Tallinn gegen Estland.